# Upminster
Upminster – miasto Londynu, leżąca w gminie London Borough of Havering. W 2011 miasto liczyło 12833 mieszkańców. Upminster jest wspomniana w Domesday Book (1086) jako Upmonstra/Upmunstra/Upmunstre.